# Tour Fondue
La batterie du Pradeau, dite aussi la tour Fondue, est un ancien fortin, situé au sud de la presqu'île de Giens, dans le département du Var et sur la commune d'Hyères.

## Historique
Le fort est le vestige d'une ancienne tour défensive du XVIIe siècle, vraisemblablement construite vers 1634 sous Richelieu, au sud de la presqu'île de Giens. Elle permet de localiser facilement le port réservé aux navires desservant l'île de Porquerolles. Ce petit ouvrage polygonal a été remanié aux XVIIe et XIXe siècles. En 1881, il était encore armé de 2 canons rayés (canons de 30). Le site naturel a été déclassé et le fort abandonné.
Appelée aussi « batterie du Pradeau », la tour Fondue a, elle, été inscrite sur l'inventaire supplémentaire des monuments historiques en 1989.
En 1978, cet ouvrage est devenu propriété du parc national de Port-Cros qui commence une campagne de restauration en 1985, restée inachevée. Le bâtiment a été fermé au public pour des questions de sécurité. Il reste inoccupé depuis 1980.
Dans les années 2000, la passerelle d'accès est restaurée et mise en sécurité.
En 2017, la région lance un appel à projets sur le patrimoine militaire fortifié, pour la restauration et la valorisation du site.
En novembre 2020, le parc national entreprend une restauration complète du fort, dans le but d'en faire un site d'accueil et d'information du public, dans l'optique de la visite des îles de Porquerolles et Port-Cros.
D'un coût de 2,5 millions d'euros, les fonds sont réunis par le parc national en partenariat avec la région Provence-Alpes-Côte d'Azur, la DRAC, la DREAL, la métropole Toulon Provence Méditerranée, la ville d'Hyères et l'Union européenne.
L'ouverture au public du centre d'interprétation du parc de Port-Cros et de Porquerolles s'est déroulée le 12 novembre 2022.

## Toponymie
« Tour Fondue » se dit Tour Foundudo en provençal, qui signifie « tour fendue, en ruine ».